# Il viaggio di Shuna
Il viaggio di Shuna (シュナの旅?, Shuna no tabi), è un manga one-shot di Hayao Miyazaki pubblicato nel 1983.
Shuna no tabi è un manga composto da 147 tavole a colori, con la storia raccontata in massima parte attraverso delle didascalie (l'utilizzo dei classici balloon è estremamente sporadico). C'è inoltre una netta prevalenza delle tavole non suddivise in vignette.
Il manga è completamente realizzato all'acquerello. 

## Storia editoriale
L'opera è stata pubblicata nel giugno del 1983; inizialmente la storia doveva essere la sceneggiatura di un film d'animazione ma, tenuto conto delle difficoltà da affrontare per realizzare il progetto, Miyazaki optò per un romanzo grafico.
L'autore si è ispirato alla leggenda tibetana Il principe che divenne cane, letta negli anni 1970. In questa storia un principe decide di intraprendere un lungo viaggio per sottrarre dei semi di orzo al "Re Drago", da coltivare nel suo paese e sconfiggere così la carestia. Il principe viene scoperto e trasformato in cane; sarà infine salvato da una giovane innamorata.
Questo lavoro ha molto in comune con altre opere di Miyazaki, ad esempio con il manga Nausicaä della Valle del vento (1982-1994) e con l'omonimo film (1984), soprattutto nel character design. Anche altre opere dell'autore si ispirano fortemente a questa: si veda ad esempio l'ambientazione e in parte la trama del film Princess Mononoke. Shuna no tabi ha inoltre, soprattutto in alcune ambientazioni, ispirato diverse scene del film d'animazione I racconti di Terramare di Gorō Miyazaki, figlio dell'autore che citerà l'opera del padre nei titoli di coda del film.
L'ottobre del 2023 la casa editrice di fumetti Bao Publishing ha pubblicato la prima edizione tradotta in italiano.

## Trama
In un tempo imprecisato, in un piccolo regno circondato dai monti e dal ghiaccio, il popolo soffre la fame. Le principali fonti di sostentamento, la coltivazione di "hiwabie" e l'allevamento, sono infatti estremamente difficoltosi.
Il principe di questo regno, Shuna, incontra un viandante che, poco prima di morire, gli consegna dei semi, ormai secchi e sterili, di una pianta più forte dell'hiwabie, che produce grandi spighe dorate. Il vecchio rivela a Shuna di aver passato la sua vita a cercare queste spighe, coltivate nell'ovest.
Shuna inizia a questo punto il suo lungo viaggio, in sella al suo "yakkul", alla ricerca dei campi dorati- Il peregrinare lo porterà a conoscere diverse terre, da quella cupa e triste dei mercanti di schiavi, alle fantastiche ed incredibili terre degli dei dell'ovest. Il principe libererà dalla schiavitù la giovane Thea, tipica eroina delle opere di Miyazaki, la quale, sua volta, gli salverà la vita. Shuna e Thea si sposeranno e si dirigeranno, insieme alla sorella della ragazza e al fedele yakkul, verso il regno del principe, non prima di aver diffuso il nuovo cereale nei campi del villaggio di Thea dopo averlo difeso dai mercanti di schiavi.

## Edizioni
- Hayao Miyazaki, Il viaggio di Shuna, traduzione di Prisco Oliva, lettering di Sara Bottaini, BAO Publishing, 2023, ISBN 978-88-3273-930-5.